# حماد شهاب
حماد شهاب أحمد (1922 - 1973) سياسي وضابط عسكري عراقي برتبة فريق ، وهو من مواليد محافظة تكريت.

## نشأته
درس الابتدائية والمتوسطة في تكريت ، ثم درس في الثانوية العسكرية ثم الكلية العسكرية في بغداد. تخرج من الكلية العسكرية برتبة ملازم ثاني في 1 تموز 1945. ينتسب حماد شهاب أحمد ياسين إلى اللطيفات من عشيرة ألبو ناصر.

## سيرته السياسية
كان من المقربين من الرئيس عبد الرحمن عارف، فشغل منصب آمر اللواء المدرع العاشر المسؤول عن حماية العاصمة بغداد، لكنه انضم إلى الحركة التي قامت بالانقلاب أو ثورة 17 تموز 1968. عين بعدها عضوا في مجلس قيادة الثورة إلى جانب الرئيس أحمد حسن البكر ورئيس الوزراء عبد الرزاق النايف ووزير الدفاع إبراهيم الداود وسعدون غيدان وصالح مهدي عماش وحردان التكريتي. احتل النقاط الرئيسية في حركة 30 تموز.
شغل عدة مناصب عسكرية حتى أصبح رئيساً لأركان الجيش للفترة من (1968-1970) ثم وزير الدفاع للفترة في 3 نيسان 1970 حتى مقتله في يوم 30 حزيران 1973 حيث قتل خلال محاولة ناظم كزار الانقلابية الفاشلة.

## المناصب التي شغلها
- مرافقاً لغازي الداغستاني قائد الفرقة الثالثة في العهد الملكي.
- آمر اللواء المدرع العاشر في كركوك العام 1964.
- قائد لموقع بغداد في 17 تموز 1968.. لمدة قصيرة.
- عضوًا في مجلس قيادة الثورة في 17 تموز 1968.
- رئيس أركان الجيش بعد إقالة اللواء فيصل الأنصاريّ  تموز 1968.
- وزيراً للدفاع للفترة في 3 نيسان 1970 حتى مقتله في 30 حزيران 1973.